# Уэбстер, Адам
А́дам Га́рри Уэ́бстер (англ. Adam Harry Webster; родился 4 января 1995) — английский футболист, центральный защитник клуба «Брайтон энд Хоув Альбион».

## Клубная карьера
В возрасте 12 лет Адам Уэбстер стал игроком футбольной академии клуба «Портсмут». До этого он проходил просмотр в «Саутгемптоне» и «Челси». Летом 2011 года подписал с «Портсмутом» любительский контракт. В основном составе «помпи» дебютировал 14 января 2012 года в матче Чемпионшипа против «Вест Хэм Юнайтед».
6 августа 2013 года перешёл в «Олдершот Таун» на правах аренды. 10 августа дебютировал за команду в матче против «Гримсби Таун». 4 января 2014 года вернулся в «Портсмут», но уже 21 января вновь отправился в аренду в «Олдершот Таун» до конца сезона.
Последующие два сезона провёл в «Портсмуте». В общей сложности сыграл за клуб 81 матч и забил 5 мячей.
В июне 2016 года перешёл в «Ипсвич Таун» за 750 тысяч фунтов. 6 августа 2016 года дебютировал за клуб в матче Чемпионшипа против «Барнсли». 13 декабря 2016 года забил свой первый гол за «Ипсвич» в матче против «Бирмингем Сити». Всего за клуб сыграл 53 матча и забил 1 мяч.
28 июня 2018 года Уэбстер перешёл в «Бристоль Сити», подписав с клубом Чемпионшипа четырёхлетний контракт. Его дебют за клуб состоялся 4 августа 2018 года в матче первого тура Чемпионшипа против «Ноттингем Форест».Сыграл в 44 из 46 матчей «Бристоль Сити» в Чемпионшипе и забил 3 мяча. По итогам сезона был признан лучшим игроком года в «Бристоль Сити».
2 августа 2019 года было объявлено о переходе Уэбстера в «Брайтон энд Хоув Альбион». Сумма трансфера составила рекордные для «Брайтона» 20 миллионов фунтов. 27 августа 2019 года Уэбстер дебютировал за «Альбион» в матче Кубка Английской футбольной лиги против «Бристоль Роверс». 31 августа Адам впервые сыграл в Премьер-лиге, выйдя на поле в матче против «Манчестер Сити». 19 октября 2019 года забил свой первый гол за «чаек» в матче Премьер-лиги против клуба «Астон Вилла».

## Карьера в сборной
Выступал за сборные Англии до 18 и до 19 лет.

## Статистика выступлений
| Клуб                     | Сезон            | Лига                | Лига | Лига | Кубок Англии | Кубок Англии | Кубок лиги | Кубок лиги | Прочие | Прочие | Итого | Итого |
| Клуб                     | Сезон            | Дивизион            | Игры | Голы | Игры         | Голы         | Игры       | Голы       | Игры   | Голы   | Игры  | Голы  |
| ------------------------ | ---------------- | ------------------- | ---- | ---- | ------------ | ------------ | ---------- | ---------- | ------ | ------ | ----- | ----- |
| Портсмут                 | 2011/12          | Чемпионшип          | 3    | 0    | 0            | 0            | 0          | 0          | —      | —      | 3     | 0     |
| Портсмут                 | 2012/13          | Лига 1              | 18   | 0    | 1            | 0            | 1          | 0          | 1      | 0      | 21    | 0     |
| Портсмут                 | 2013/14          | Лига 2              | 4    | 2    | 0            | 0            | 0          | 0          | 0      | 0      | 4     | 2     |
| Портсмут                 | 2014/15          | Лига 2              | 15   | 1    | 0            | 0            | 2          | 0          | 1      | 0      | 18    | 1     |
| Портсмут                 | 2015/16          | Лига 2              | 27   | 2    | 5            | 0            | 2          | 0          | 1      | 0      | 35    | 2     |
| Портсмут                 | Итого            | Итого               | 67   | 5    | 6            | 0            | 5          | 0          | 3      | 0      | 81    | 5     |
| Олдершот Таун (аренда)   | 2013/14          | Премьер-конференция | 24   | 0    | 0            | 0            | —          | —          | 4      | 0      | 28    | 0     |
| Олдершот Таун (аренда)   | Итого            | Итого               | 24   | 0    | 0            | 0            | 0          | 0          | 4      | 0      | 28    | 0     |
| Ипсвич Таун              | 2016/17          | Чемпионшип          | 23   | 1    | 1            | 0            | 0          | 0          | —      | —      | 24    | 1     |
| Ипсвич Таун              | 2017/18          | Чемпионшип          | 28   | 0    | 0            | 0            | 1          | 0          | —      | —      | 29    | 0     |
| Ипсвич Таун              | Итого            | Итого               | 51   | 1    | 1            | 0            | 1          | 0          | 0      | 0      | 53    | 1     |
| Бристоль Сити            | 2018/19          | Чемпионшип          | 44   | 3    | 2            | 0            | 1          | 0          | —      | —      | 47    | 3     |
| Бристоль Сити            | Итого            | Итого               | 44   | 3    | 2            | 0            | 1          | 0          | 0      | 0      | 47    | 3     |
| Брайтон энд Хоув Альбион | 2019/20          | Премьер-лига        | 8    | 1    | 0            | 0            | 1          | 0          | —      | —      | 9     | 1     |
| Брайтон энд Хоув Альбион | Итого            | Итого               | 8    | 1    | 0            | 0            | 1          | 0          | 0      | 0      | 9     | 1     |
| Всего за карьеру         | Всего за карьеру | Всего за карьеру    | 194  | 10   | 9            | 0            | 8          | 0          | 7      | 0      | 218   | 10    |

## Достижения
Личные
- Игрок года в «Бристоль Сити»: 2018/19[10]